# 王光国
王光国（1971年—），湖北建始人，土家族，中华人民共和国政治人物、第十二届全国人民代表大会湖北地区代表。
毕业于湖北省恩施职业技术学院兽医专业。加入中国共产党。2013年，担任全国人大代表。